# Springfield (Wisconsin)
Springfield és una població dels Estats Units a l'estat de Wisconsin. Segons el cens del 2000 tenia 2.762 habitants.

## Demografia
Segons el cens del 2000, Springfield tenia 2.762 habitants, 967 habitatges, i 770 famílies. La densitat de població era de 29,5 habitants per km².
Dels 967 habitatges en un 41,2% hi vivien nens de menys de 18 anys, en un 72,7% hi vivien parelles casades, en un 3,8% dones solteres, i en un 20,3% no eren unitats familiars. En el 14,4% dels habitatges hi vivien persones soles el 4,3% de les quals corresponia a persones de 65 anys o més que vivien soles. El nombre mitjà de persones vivint en cada habitatge era de 2,86 i el nombre mitjà de persones que vivien en cada família era de 3,2.
Per edats la població es repartia de la següent manera: un 30,1% tenia menys de 18 anys, un 5,5% entre 18 i 24, un 28,3% entre 25 i 44, un 28,6% de 45 a 60 i un 7,5% 65 anys o més.
L'edat mediana era de 38 anys. Per cada 100 dones de 18 o més anys hi havia 109,1 homes.
La renda mediana per habitatge era de 68.663 $ i la renda mediana per família de 76.295 $. Els homes tenien una renda mediana de 49.792 $ mentre que les dones 31.674 $. La renda per capita de la població era de 26.946 $. Aproximadament el 3,4% de les famílies i el 3,8% de la població estaven per davall del llindar de pobresa.